# Амару
Амару (рум. Amaru) — село у повіті Бузеу в Румунії. Адміністративний центр комуни Амару.
Село розташоване на відстані 66 км на північний схід від Бухареста, 30 км на південний захід від Бузеу, 125 км на південний захід від Галаца, 111 км на південний схід від Брашова.

## Населення
За даними перепису населення 2002 року у селі проживали 1232 особи. Рідною мовою 1231 особа (99,9%) назвала румунську.
Національний склад населення села:
| Національність | Кількість осіб | Відсоток |
| -------------- | -------------- | -------- |
| румуни         | 1191           | 96,7%    |
| цигани         | 40             | 3,2%     |